# له گولدج
له گولدج (انگلیسی: Les Golledge; ۳ اوت ۱۹۱۱ – ۱۹ ژوئیهٔ ۱۹۸۹) بازیکن فوتبال بود.
از باشگاه‌هایی که در آن بازی کرده‌است می‌توان به باشگاه فوتبال بریستول راورز، باشگاه فوتبال بریستول سیتی، و باشگاه فوتبال لینکولن سیتی اشاره کرد.